# Anime Grand Prix 1980
O Anime Grand Prix é uma premiação anual realizada pela revista Animage. O critério para a premiação são contados considerando a popularidade, qualidade e influência do anime em questão no meio artístico e cultural japonês. O Anime Grand Prix de 1980 foi o único que teve duas premiações e teve como vencedores de melhor anime do ano: Gundam 0079 e Densetsu Kyojin Ideon pela Animage e Densetsu Kyojin Ideon e Sayonara Ginga Tetsudō 999 pela Newtype.

## Premiações do Anime Grand Prix (1980 - 1º Semestre) da Animage

### Melhor Anime
| Colocação | Anime                        | Estúdio                  | Diretor                       | Formato     | Episódios / Duração |
| --------- | ---------------------------- | ------------------------ | ----------------------------- | ----------- | ------------------- |
| 1º lugar  | Gundam 0079                  | Sunrise                  | Yoshiyuki Tomino              | TV anime    | 43 episódios        |
| 2º lugar  | Toward the Terra             | Toei Animation           | Hideo Onchi                   | Anime filme | 115 minutos         |
| 3º lugar  | Cyborg 009                   | Toei Animation e Sunrise | Masayuki Akebi                | TV anime    | 50 episódios        |
| 4º lugar  | Marco Polo                   | Madhouse                 | Hoka Morimasaki               | TV anime    | 43 episódios        |
| 5º lugar  | The Castle of Cagliostro     | Tokyo Movie Shinsha      | Hayao Miyazaki                | Anime filme | 100 minutos         |
| 6º lugar  | Densetsu Kyojin Ideon        | Sunrise                  | Yoshiyuki Tomino              | TV anime    | 39 episódios        |
| 7º lugar  | Uchū Kaizoku Captain Harlock | Toei Animation           | Rintarō                       | TV anime    | 42 episódios        |
| 8º lugar  | Uchū Senkan Yamato 2         | Academy Productions      | Leiji Matsumoto               | TV anime    | 25 episódios        |
| 9º lugar  | King Arthur                  | Toei Animation           | Masayuki Akehi                | TV anime    | 30 episódios        |
| 10º lugar | Versailles no Bara           | Tokyo Movie Shinsha      | Tadao Nagahama e Osamu Dezaki | TV anime    | 40 episódios        |

### Melhor Episódio
| Colocação | Episódio | Anime                 |
| --------- | -------- | --------------------- |
| 1º lugar  | 43       | Gundam 0079           |
| 2º lugar  | 41       | Gundam 0079           |
| 3º lugar  | 42       | Gundam 0079           |
| 4º lugar  | 130      | Lupin III 2           |
| 5º lugar  | 43       | Marco Polo            |
| 6º lugar  | 24       | Gundam 0079           |
| 7º lugar  | 22       | Ginga Tetsudō 999     |
| 8º lugar  | 70       | Ginga Tetsudō 999     |
| 9º lugar  | 26       | Uchū Senkan Yamato 2  |
| 10º lugar | 01       | Densetsu Kyojin Ideon |

### Melhor Personagem
| Colocação | Personagem          | Seiyū          | Sexo | Anime                        |
| --------- | ------------------- | -------------- | ---- | ---------------------------- |
| 1º lugar  | Char Aznable        | Shūichi Ikeda  | ♂    | Gundam 0079                  |
| 2º lugar  | Amuro Ray           | Tōru Furuya    | ♂    | Gundam 0079                  |
| 3º lugar  | Captain Harlock     | Makio Inoue    | ♂    | Uchū Kaizoku Captain Harlock |
| 4º lugar  | Joe Shimamura (009) | Kazuhiko Inoue | ♂    | Cyborg 009                   |
| 5º lugar  | Sayla Mass          | Yō Inoue       | ♀    | Gundam 0079                  |
| 6º lugar  | Susumu Kodai        | Kei Tomiyama   | ♂    | Uchū Senkan Yamato 2         |
| 7º lugar  | Arthur              | Akira Kamiya   | ♂    | King Arthur                  |
| 8º lugar  | Marco Polo          | Kei Tomiyama   | ♂    | Marco Polo                   |
| 9º lugar  | Soldier Blue        | Tarō Shigaki   | ♂    | Toward the Terra             |
| 10º lugar | Joe Yabuki          | Teruhiko Aoi   | ♂    | Ashita no Joe 2              |

## Premiações do Anime Grand Prix (1980 - 1º Semestre) da Newtype

### Melhor Anime
| Colocação | Anime                               | Estúdio                  | Diretor                       | Formato     | Episódios / Duração |
| --------- | ----------------------------------- | ------------------------ | ----------------------------- | ----------- | ------------------- |
| 1º lugar  | Densetsu Kyojin Ideon               | Sunrise                  | Yoshiyuki Tomino              | TV anime    | 39 episódios        |
| 2º lugar  | Toward the Terra                    | Toei Animation           | Hideo Onchi                   | Anime filme | 115 minutos         |
| 3º lugar  | Lupin III: The Castle of Cagliostro | Tokyo Movie Shinsha      | Hayao Miyazaki                | Anime filme | 100 minutos         |
| 4º lugar  | Mobile Suit Gundam                  | Sunrise                  | Yoshiyuki Tomino              | TV anime    | 43 episódios        |
| 5º lugar  | Marco Polo                          | Madhouse                 | Hoka Morimasaki               | TV anime    | 43 episódios        |
| 6º lugar  | Cyborg 009                          | Toei Animation e Sunrise | Masayuki Akebi                | TV anime    | 50 episódios        |
| 7º lugar  | Uchū Kaizoku Captain Harlock        | Toei Animation           | Rintarō                       | TV anime    | 42 episódios        |
| 8º lugar  | Space Battleship Yamato 2           | Academy Productions      | Leiji Matsumoto               | TV anime    | 25 episódios        |
| 9º lugar  | Ginga Tetsudō 999                   | Toei Animation           | Nobutaka Nishizawa            | TV anime    | 113 episódios       |
| 10º lugar | Versailles no Bara                  | Tokyo Movie Shinsha      | Tadao Nagahama e Osamu Dezaki | TV anime    | 40 episódios        |

### Melhor Personagem
| Colocação | Personagem                 | Seiyū          | Sexo | Anime                        |
| --------- | -------------------------- | -------------- | ---- | ---------------------------- |
| 1º lugar  | Char Aznable               | Shūichi Ikeda  | ♂    | Mobile Suit Gundam           |
| 2º lugar  | Amuro Ray                  | Tōru Furuya    | ♂    | Mobile Suit Gundam           |
| 3º lugar  | Captain Harlock            | Makio Inoue    | ♂    | Uchū Kaizoku Captain Harlock |
| 4º lugar  | Joe Shimamura (009)        | Kazuhiko Inoue | ♂    | Cyborg 009                   |
| 5º lugar  | Sayla Mass                 | Yō Inoue       | ♀    | Mobile Suit Gundam           |
| 6º lugar  | Susumu Kodai               | Kei Tomiyama   | ♂    | Uchū Senkan Yamato 2         |
| 7º lugar  | Arthur                     | Akira Kamiya   | ♂    | King Arthur                  |
| 8º lugar  | Marco Polo                 | Kei Tomiyama   | ♂    | Marco Polo                   |
| 9º lugar  | Oscar François de Jarjayes | Reiko Tajima   | ♀    | Versailles no Bara           |
| 10º lugar | Joe Yabuki                 | Teruhiko Aoi   | ♂    | Ashita no Joe                |

### Melhor Anime Song
| Colocação | Música                                  | Tipo | Interprete      | Anime                               |
| --------- | --------------------------------------- | ---- | --------------- | ----------------------------------- |
| 1º lugar  | Fukkatsu no Ideon                       | OP   | Isao Taira      | Densetsu Kyojin Ideon               |
| 2º lugar  | Honoo no Takaramono                     | OP   | Bobbi           | Lupin III: The Castle of Cagliostro |
| 3º lugar  | Terra e...                              | OP   | Da Capo         | Toward the Terra                    |
| 4º lugar  | Cosmo ni Kimi to                        | ED   | Keiko Toda      | Densetsu Kyojin Ideon               |
| 5º lugar  | Taga Tame ni                            | OP   | Ken Narita      | Cyborg 009                          |
| 6º lugar  | Ashita no Joe ~Utsukushiki Okami Tachi~ | OP   | Machida Yoshito | Ashita no Joe                       |
| 7º lugar  | Fly to the Mu                           | ED   | Kentaroh Haneda | The White Whale of Mu               |
| 8º lugar  | I Travel From One Day                   | OP   | Kei Ogura       | Marco Polo                          |
| 9º lugar  | Ai no Planet                            | ED   | Da Capo         | Toward the Terra                    |
| 10º lugar | Amuro Forever                           | ED   | Koh Ikeda       | Mobile Suit Gundam                  |

## Premiações do Anime Grand Prix (1980 - 2º Semestre) da Animage

### Melhor Anime
| Colocação | Anime                 | Estúdio                  | Diretor            | Formato     | Episódios / Duração |
| --------- | --------------------- | ------------------------ | ------------------ | ----------- | ------------------- |
| 1º lugar  | Densetsu Kyojin Ideon | Sunrise                  | Yoshiyuki Tomino   | TV anime    | 39 episódios        |
| 2º lugar  | Cyborg 009            | Toei Animation e Sunrise | Masayuki Akebi     | TV anime    | 50 episódios        |
| 3º lugar  | Be Forever Yamato     | Academy Productions      | Leiji Matsumoto    | Anime filme | 145 minutos         |
| 4º lugar  | Lupin III 2           | Tokyo Movie Shinsha      | Seijun Suzuki      | TV anime    | 155 episodios       |
| 5º lugar  | Ashita no Joe 2       | Tokyo Movie Shinsha      | Toshio Takeuchi    | TV anime    | 47 episodios        |
| 6º lugar  | Ganbare Genki         | Toei Animation           | Rintarō            | TV anime    | 35 episódios        |
| 7º lugar  | Tom Sawyer            | Nippon Animation         | Hiroshi Saito      | TV anime    | 49 episódios        |
| 8º lugar  | Uchū Senshi Baldios   | Ashi Productions         | Kazuyuki Hirokawa  | TV anime    | 34 episódios        |
| 9º lugar  | Ginga Tetsudō 999     | Toei Animation           | Nobutaka Nishizawa | TV anime    | 113 episódios       |
| 10º lugar | Moby Dick 5           | Tokyo Movie Shinsha      | Tetsuo Imazawa     | TV anime    | 26 episódios        |

### Melhor Episódio
| Colocação | Episódio | Anime                 |
| --------- | -------- | --------------------- |
| 1º lugar  | 155      | Lupin III 2           |
| 2º lugar  | 50       | Cyborg 009            |
| 3º lugar  | 145      | Lupin III 2           |
| 4º lugar  | 32       | Densetsu Kyojin Ideon |
| 5º lugar  | 25       | Densetsu Kyojin Ideon |
| 6º lugar  | 01       | Uchū Senkan Yamato 3  |
| 7º lugar  | 29       | Densetsu Kyojin Ideon |
| 8º lugar  | 31       | Densetsu Kyojin Ideon |
| 9º lugar  | 05       | Ganbare Genki         |
| 10º lugar | 21       | Ashita no Joe 2       |

### Melhor Personagem
| Colocação | Personagem            | Seiyū           | Sexo | Anime                 |
| --------- | --------------------- | --------------- | ---- | --------------------- |
| 1º lugar  | Joe Shimamura (009)   | Kazuhiko Inoue  | ♂    | Cyborg 009            |
| 2º lugar  | Susumu Kodai          | Kei Tomiyama    | ♂    | Uchū Senkan Yamato 3  |
| 3º lugar  | Arsène Lupin III      | Yasuo Yamada    | ♂    | Lupin III 2           |
| 4º lugar  | Joe Yabuki            | Teruhiko Aoi    | ♂    | Ashita no Joe 2       |
| 5º lugar  | Sasha Kodai           | Keiko Han       | ♀    | Be Forever Yamato     |
| 6º lugar  | Gije Zaral            | Kazuo Hayashi   | ♂    | Densetsu Kyojin Ideon |
| 7º lugar  | Yuki Cosmo            | Yoku Shioya     | ♂    | Densetsu Kyojin Ideon |
| 8º lugar  | Karala Ajiba          | Keiko Toda      | ♀    | Densetsu Kyojin Ideon |
| 9º lugar  | Albert Heinrich (004) | Keaton Yamada   | ♂    | Cyborg 009            |
| 10º lugar | Jordan Bes            | Hideyuki Tanaka | ♂    | Densetsu Kyojin Ideon |

## Premiações do Anime Grand Prix (1980 - 2º Semestre) da Newtype

### Melhor Anime
| Colocação | Anime                                     | Estúdio             | Diretor          | Formato | Episódios / Duração |
| --------- | ----------------------------------------- | ------------------- | ---------------- | ------- | ------------------- |
| 1º lugar  | Sayonara Ginga Tetsudō 999                | Toei Animation      | Rintarō          | Filme   | 135 minutos         |
| 2º lugar  | Cyborg 009 Gekijoban: Chou Ginga Densetsu | Toei Animation      | Ryuzo Nakanishi  | Filme   | 130 minutos         |
| 3º lugar  | Be Forever Yamato                         | Academy Productions | Leiji Matsumoto  | Filme   | 145 minutos         |
| 4º lugar  | Lupin III: Part 2                         | Tokyo Movie Shinsha | Seijun Suzuki    | TV      | 155 episodios       |
| 5º lugar  | Ashita no Joe 2                           | Tokyo Movie Shinsha | Toshio Takeuchi  | TV      | 47 episodios        |
| 6º lugar  | Densetsu Kyojin Ideon                     | Sunrise             | Yoshiyuki Tomino | TV      | 39 episódios        |
| 7º lugar  | Ganbare Genki                             | Toei Animation      | Rintarō          | TV      | 35 episódios        |
| 8º lugar  | The Wonderful Adventures of Nils          | Estúdio Pierrot     | Hisayuki Toriumi | TV      | 52 episódios        |
| 9º lugar  | Tom Sawyer                                | Nippon Animation    | Hiroshi Saito    | TV      | 49 episódios        |
| 10º lugar | Space Battleship Yamato 3                 | Academy Productions | Leiji Matsumoto  | TV      | 25 episódios        |

### Melhor Personagem
| Colocação | Personagem            | Seiyū           | Sexo | Anime                 |
| --------- | --------------------- | --------------- | ---- | --------------------- |
| 1º lugar  | Joe Shimamura (009)   | Kazuhiko Inoue  | ♂    | Cyborg 009            |
| 2º lugar  | Susumu Kodai          | Kei Tomiyama    | ♂    | Uchū Senkan Yamato 3  |
| 3º lugar  | Arsène Lupin III      | Yasuo Yamada    | ♂    | Lupin III: Part 2     |
| 4º lugar  | Joe Yabuki            | Teruhiko Aoi    | ♂    | Ashita no Joe 2       |
| 5º lugar  | Sasha Kodai           | Keiko Han       | ♀    | Be Forever Yamato     |
| 6º lugar  | Gije Zaral            | Kazuo Hayashi   | ♂    | Densetsu Kyojin Ideon |
| 7º lugar  | Yuki Cosmo            | Yoku Shioya     | ♂    | Densetsu Kyojin Ideon |
| 8º lugar  | Karala Ajiba          | Keiko Toda      | ♀    | Densetsu Kyojin Ideon |
| 9º lugar  | Albert Heinrich (004) | Keaton Yamada   | ♂    | Cyborg 009            |
| 10º lugar | Jordan Bes            | Hideyuki Tanaka | ♂    | Densetsu Kyojin Ideon |

### Melhor Anime Song
| Colocação | Música                        | Tipo | Interprete     | Anime                                     |
| --------- | ----------------------------- | ---- | -------------- | ----------------------------------------- |
| 1º lugar  | Cosmo ni Kimi to              | ED   | Keiko Toda     | Densetsu Kyojin Ideon                     |
| 2º lugar  | Fukkatsu no Ideon             | OP   | Isao Taira     | Densetsu Kyojin Ideon                     |
| 3º lugar  | 10 Billions Light of Love     | OP   |                | Cyborg 009 Gekijoban: Chou Ginga Densetsu |
| 4º lugar  | Be Forever Yamato             | ED   | Isao Sasaki    | Be Forever Yamato                         |
| 5º lugar  | Hateshinaki Yami no Kanata ni | ED   | Takeshi Obo    | Ashita no Joe 2                           |
| 6º lugar  | Kaze ni nare!                 | OP   | Kinya Hori     | Ganbare Genki                             |
| 7º lugar  | Separation                    | ED   | Mistsuko Horie | Uchū Senkan Yamato 3                      |
| 8º lugar  | Dare yori mo Tooku e          | OP   | Maron Kusaka   | Tom Sawyer                                |
| 9º lugar  | And not Say Farewell          | BGM  |                | Cyborg 009 Gekijoban: Chou Ginga Densetsu |
| 10º lugar | Boku no Mississippi           | ED   | Maron Kusaka   | Tom Sawyer                                |